# Marmara opuntiella
Marmara opuntiella là một loài bướm đêm thuộc họ Gracillariidae. Nó được tìm thấy ở Hoa Kỳ (Texas) và México. There are records of similar larvae with identical habits from Colombia, Cuba, Ecuador, El Salvador, Guatemala, Haiti, Honduras, Peru và Venezuela, và these may also refer to this species.
Ấu trùng ăn Nopalea và Opuntia species. Chúng ăn lá nơi chúng làm tổ.